# Charles Bronfman Auditorium

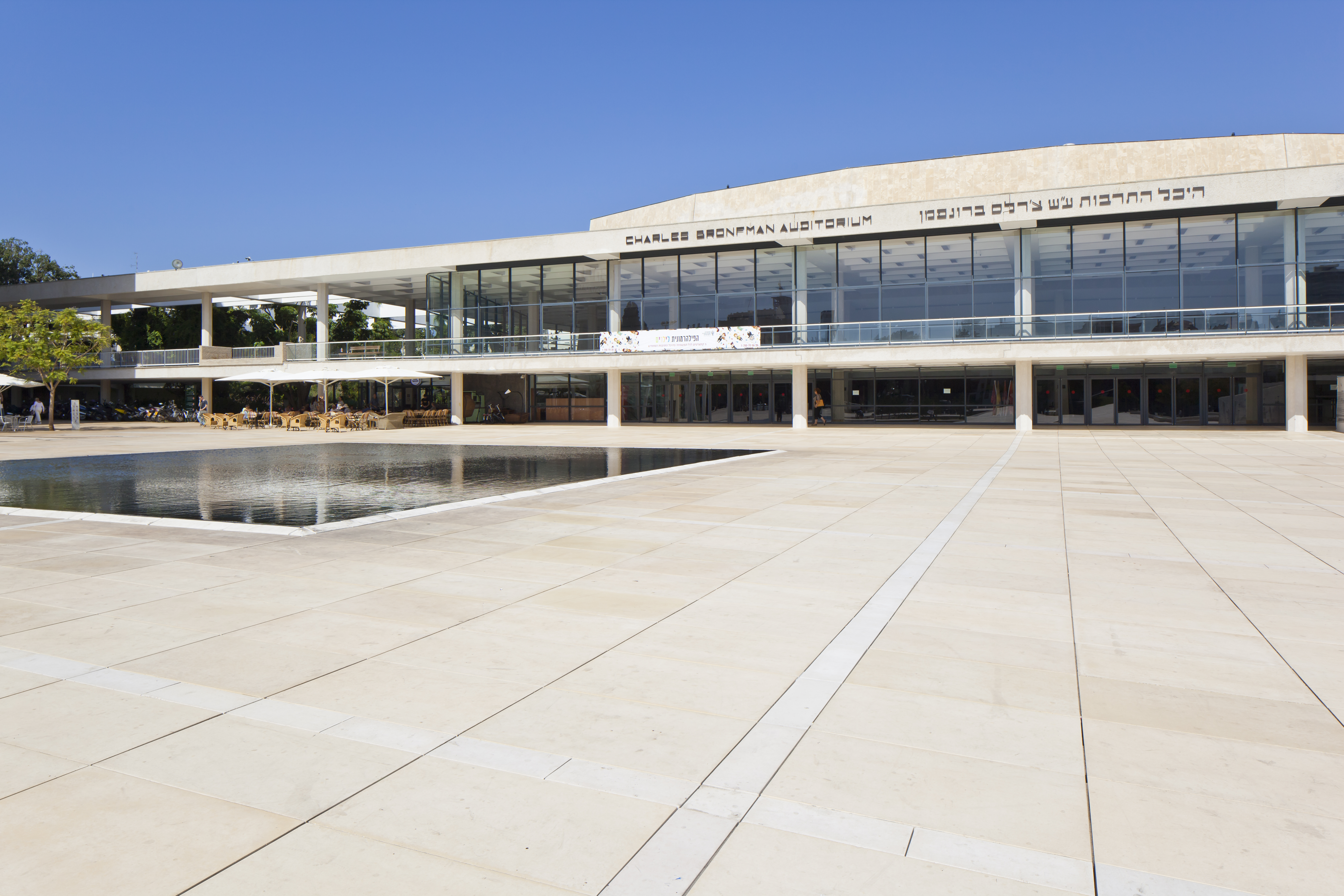
Das Auditorium 2013 nach der Renovierung

Das Charles Bronfman Auditorium, ehemals Fredric R. Mann Auditorium, auf Hebräisch Hekhal ha-Tarbut (הֵיכָל הַתַּרְבּוּת, „Kulturpalast“) ist mit 2482 Sitzplätzen die größte Konzerthalle in Tel Aviv und die Hauptspielstätte des Israel Philharmonic Orchestra.

## Geschichte
Das Auditorium wurde nach der Gründung des Staates Israel von den Architekten Dov Karmi, Zeev Rechter und Yaakov Rechter geplant und am Kikkar Habima neben dem Nationaltheater Habimah errichtet. Die Eröffnung fand 1957 mit einem Konzert des Pianisten Arthur Rubinstein und des Israel Philharmonic Orchestra unter der Leitung von Leonard Bernstein statt. Das Gebäude war bis 2013 nach Fredric Rand Mann, einem Förderer des Bauprojekts, benannt.
Von 2011 bis 2013 wurde das Gebäude nach Plänen des Architekten Ofer Kolker saniert, für die neue Akustik des Konzertsaals war Yasuhisa Toyota verantwortlich. Im Mai 2013 erfolgte die Wiedereröffnung mit der 5. Symphonie von Gustav Mahler durch das Israel Philharmonic Orchestra unter der Leitung seines Chefdirigenten, Zubin Mehta. Neuer Förderer und Namensgeber des Auditoriums wurde der kanadische Milliardär Charles Bronfman.

## Galerie

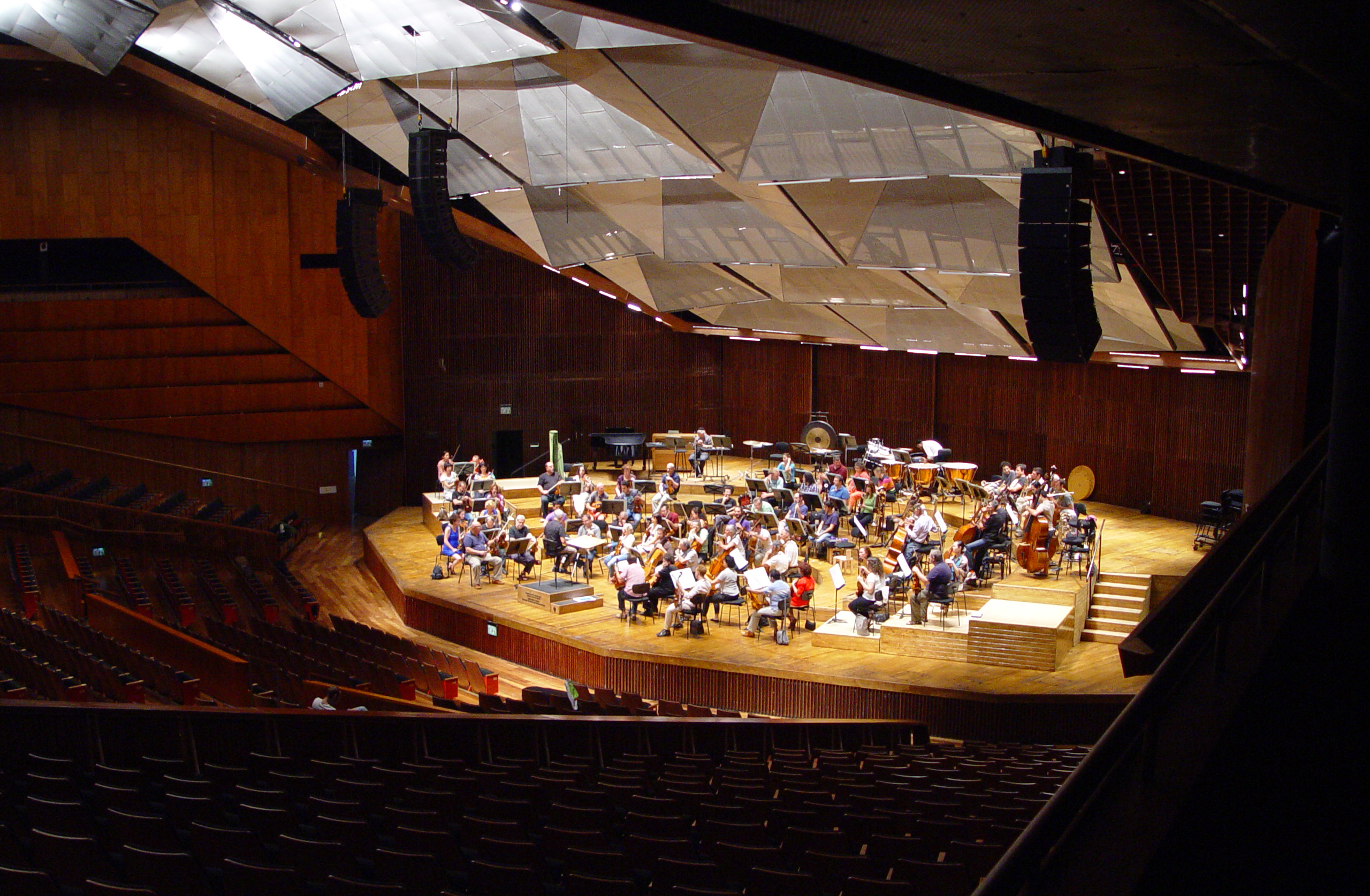
Konzertsaal
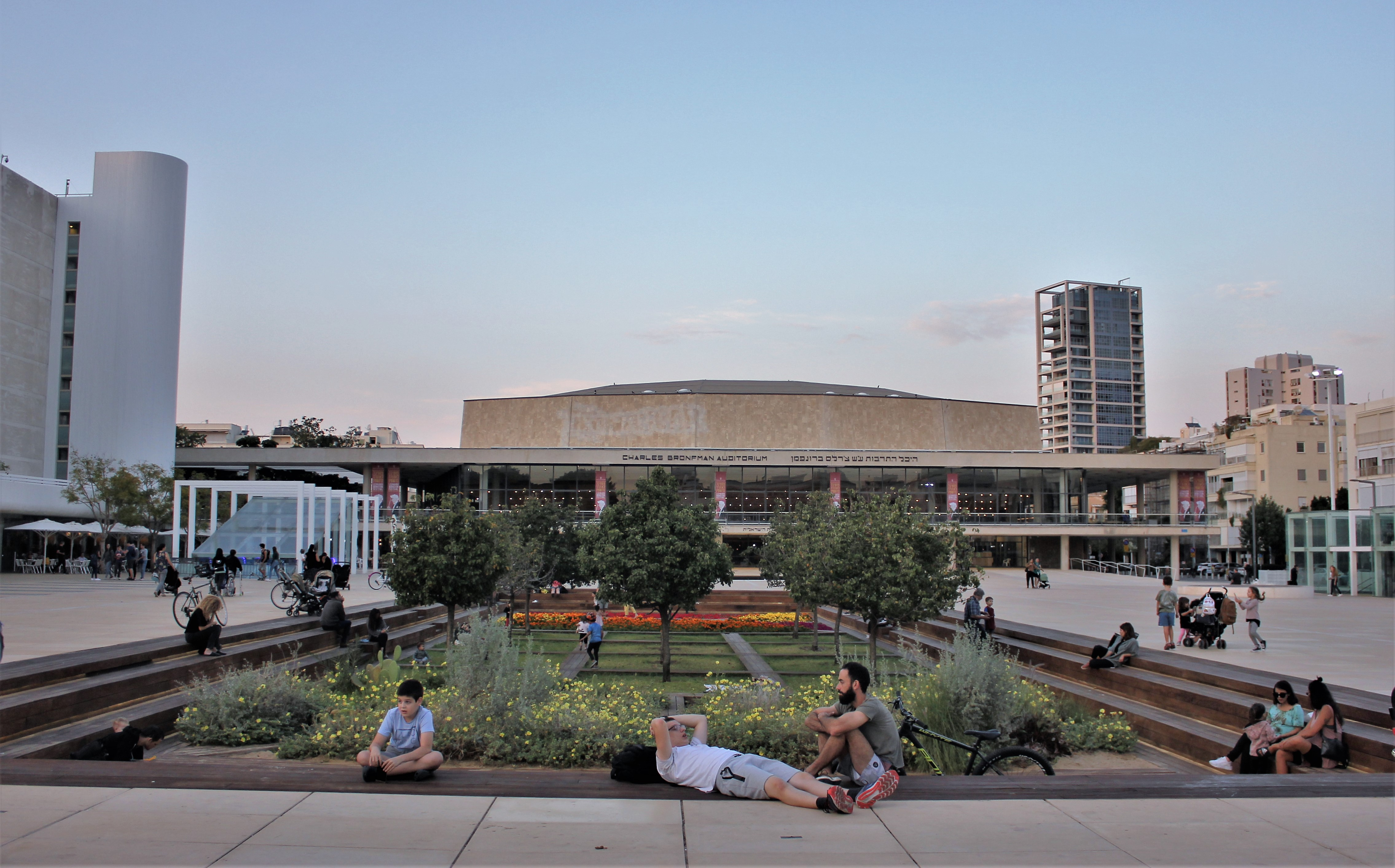
Gartenanlage vor dem Auditorium (Habima-Platz)
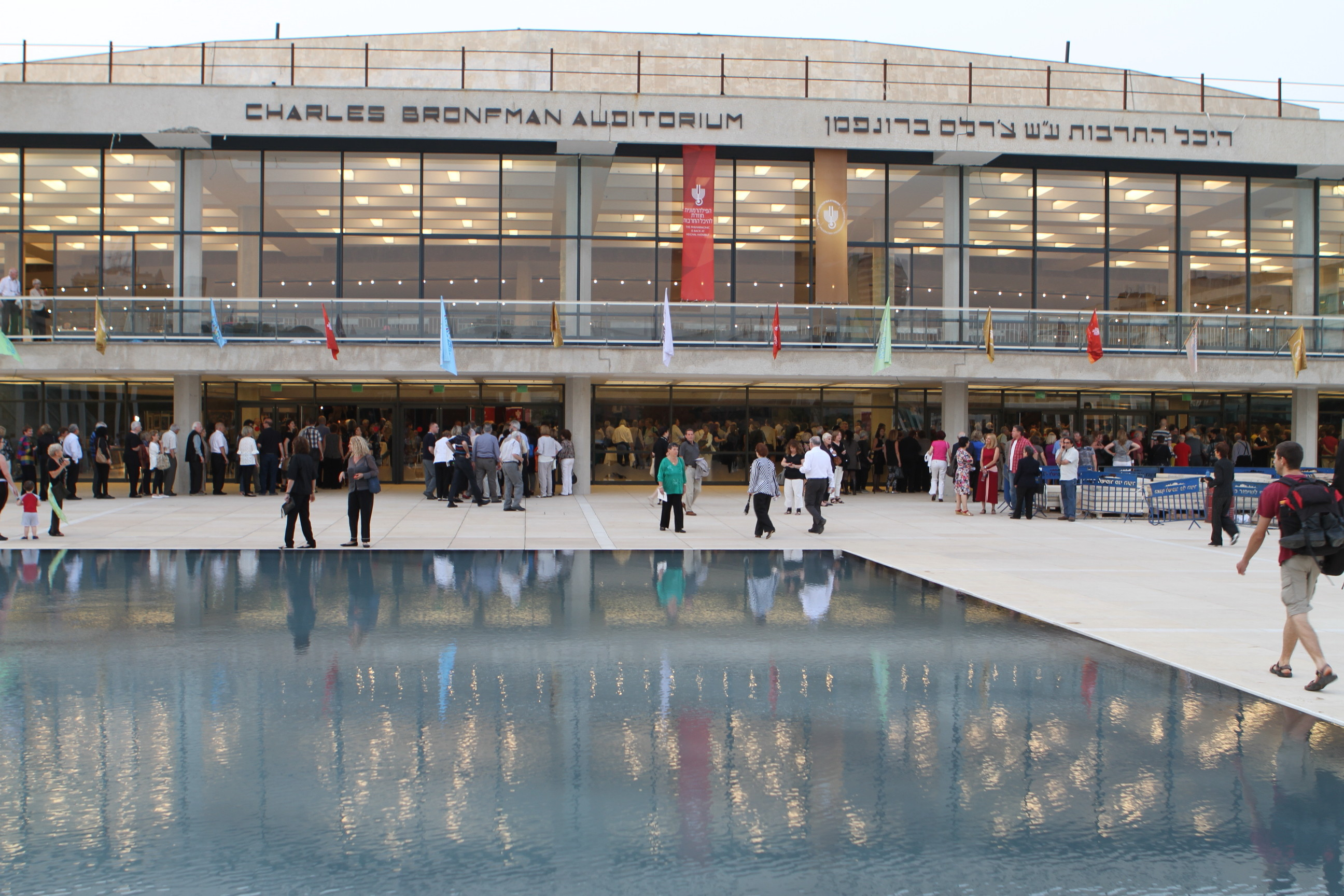
Wasserbecken (Habima-Platz)